# Verona van de Leur
Verona van de Leur (Gouda, 27 de diciembre de 1985) es una gimnasta artística retirada y actriz pornográfica neerlandesa. En 2002 Van de Leur fue elegida deportista neerlandesa del año, y el equipo de gimnasia artística de su país de la que ella era componente obtuvo el galardón de equipo deportivo del año. Es una de las gimnastas más laureadas en la historia de la gimnasia artística de Países Bajos.
Es hija de Henk van de Leur y de Sonja van de Leur. Van de Leur comenzó con la gimnasia a los cinco años de edad en el gimnasio T.O.O.S. Waddinxveen. A la edad de nueve años, empezó a entrenar en Pro Patria en Zoetermeer. Su primera participación destacada fue en el Campeonato Nacional de Países Bajos en 2000, donde venció en el concurso general así como en tres finales por aparatos. Sus competiciones más destacadas a nivel internacional fueron el Campeonato Europeo de Gimnasia Artística de 2002 en Patras (Grecia), donde obtuvo la medalla de plata en el concurso completo, además de tres medallas en las finales por aparatos (la de plata en salto y dos de bronce en suelo y barra de equilibrios) y otra más de plata con el equipo de Países Bajos; y el Campeonato Mundial de Gimnasia Artística de 2002 en Debrecen (Hungría), donde obtuvo una medalla de plata en suelo.
Decidió abandonar el deporte profesional en 2008.
Verona Van de Leur actualmente dispone de su propia producción de cine y es actriz en películas pornográficas.

## Historial deportivo
| Competición                                 | Total                          | Total                      | Aparatos de gimnasia | Aparatos de gimnasia | Aparatos de gimnasia | Aparatos de gimnasia |
|                                             | Individual (Tabla de posición) | Equipo (Tabla de posición) | Salto de caballo     | Barras asimétricas   | barra de equilibrio  | Suelo                |
| ------------------------------------------- | ------------------------------ | -------------------------- | -------------------- | -------------------- | -------------------- | -------------------- |
| Zoetermeer Toekomst Tournament 1995         | 6                              |                            |                      |                      |                      |                      |
| Dutch national championship 1995            | 3                              |                            |                      |                      |                      |                      |
| Dutch national championship 1996            | 8                              |                            | 5                    | 5                    |                      |                      |
| Ecoair (international tournament, NL) 1997  | 4                              |                            | 1                    |                      |                      |                      |
| Dutch national championship 1997            | 3                              |                            | 4                    | 2                    | 4                    | 2                    |
| France – Netherlands 1998                   | 8                              | 1                          |                      |                      |                      |                      |
| Dutch national championship 1998            | 5                              |                            | 4                    | 5                    | 6                    |                      |
| Berolina Cup 1998                           | 7                              | 2                          |                      |                      |                      |                      |
| Leverkusen Cup 1998                         | 2                              |                            |                      |                      |                      |                      |
| Ecoair (international tournament, NL) 1998  | 1                              |                            |                      |                      |                      |                      |
| Clubteam Nationals 1998                     |                                | 1                          |                      |                      |                      |                      |
| Budapest Cup 1998                           | 1                              | 1                          |                      |                      |                      |                      |
| Sidijk Tournament 1999                      | 2                              |                            |                      |                      |                      |                      |
| Lugano Cup 1999                             | 1                              | 1                          |                      |                      |                      |                      |
| Como Cup 1999                               | 2                              | 1                          |                      |                      |                      |                      |
| Dutch national championship 1999            | 2                              |                            | 1                    | 1                    | 2                    | 3                    |
| European Youth Olympic Days 1999            | 3                              | 3                          |                      | 5                    |                      | 3                    |
| Berolina Cup 1999                           | 3                              | 1                          |                      |                      |                      |                      |
| Clubteams Nationals 1999                    |                                | 1                          |                      |                      |                      |                      |
| HGT (international tournament, NL) 1999     | 3                              |                            |                      |                      |                      |                      |
| Honeywell Cup 1999                          | 1                              | 1                          | 6                    | 1                    | 1                    | 1                    |
| Youth Europeans 2000                        | 11                             | 3                          |                      | 3                    | 4                    |                      |
| Dutch National Championship 2000            | 1                              |                            | 1                    | 1                    | 1                    | 3                    |
| Beronila Cup 2000                           | 4                              | 1                          |                      |                      |                      |                      |
| HGT (international tournament, NL) 2000     | 1                              |                            | 1                    | 1                    |                      | 2                    |
| Clubteams Nationals 2000                    |                                | 1                          |                      |                      |                      |                      |
| Massilia Cup 2000                           |                                |                            | 6                    | 1                    |                      | 5                    |
| Parijs Bercy 2001                           |                                |                            | 6                    | 1                    |                      | 4                    |
| Cottbus 2001                                |                                |                            | 4                    | 6                    |                      |                      |
| Cottbus Winners Final 2001                  |                                |                            |                      |                      |                      | 1                    |
| Ploiesti 2001                               | 6                              |                            | 2                    | 1                    |                      | 3                    |
| Dutch National Championship semi final 2001 | 1                              |                            | 1                    | 1                    | 1                    | 2                    |
| Dutch National Championship 2001            | 1                              |                            | 3                    | 1                    | 1                    | 1                    |
| World Championship 2001                     | 9                              | 5                          | 6                    | 8                    |                      |                      |
| Massilia Cup 2001                           | 5                              | 3                          | 4                    | 1                    |                      | 3                    |
| HGT (international tournament,NL) 2001      | 1                              |                            | 2                    | 1                    | 1                    | 1                    |
| Clubteam Nationals 2001                     |                                | 1                          |                      |                      |                      |                      |
| Glasgow 2001                                |                                |                            | 2                    | 2                    | 2                    | 1                    |
| USA Visa Cup 2002                           | 3                              |                            | 3                    | 6                    | 2                    | 2                    |
| Cottbus 2002                                |                                |                            |                      |                      | 3                    |                      |
| Cottbus – Winners Final 2002                |                                |                            | 2                    |                      |                      |                      |
| European Championship 2002                  | 2                              | 2                          | 2                    |                      | 3                    | 3                    |
| Dutch National Championship semi final 2002 | 1                              |                            | 1                    | 2                    | 3                    | 1                    |
| Li Ning Cup 2002                            |                                |                            | 2                    | 1                    | 3                    | 2                    |
| Dutch National Championship 2002            | 1                              |                            | 1                    | 2                    | 1                    | 1                    |
| HGT (international tournament, NL) 2002     | 1                              |                            | 1                    | 1                    |                      |                      |
| Massilia Cup 2002                           | 4                              | 3                          |                      | 1                    |                      | 2                    |
| World Championship 2002                     |                                |                            | 7                    |                      |                      | 2                    |
| DTB World Cup Final 2002                    |                                |                            | 3                    | 3                    | 7                    | 1                    |
| World Championship 2003                     |                                |                            |                      |                      |                      |                      |
| World Championship final 2004               |                                |                            |                      |                      |                      | 7                    |
| Dutch National Championship 2005            | 3                              |                            |                      |                      |                      |                      |
| European Championship 2007                  | 9                              |                            |                      |                      |                      |                      |
| Dutch National Championship 2007            | 1                              |                            |                      | 3                    | 1                    | 1                    |
| European Championship 2008                  |                                | 8                          | 9                    |                      |                      |                      |

## Filmografía selectiva
- "Verona van de Leur - Lekker tussendoortje. Vol. 1 – 24"
- "Verona van de Leur - Een helpende hand"
- "Verona van de Leur - Verona's Paaldans Avontuur"
- "Black and Blue Catsuit"
- "De geile borsten van Verona van de Leur" IsLive
- "Peeking at the beach"
- "Verona van de Leur naakt op het strand."
- "Verona van de Leur pijpt en wordt geneukt gewoon in haar turnpakje."

## Problemas con la justicia
En mayo de 2011, Van de Leur fue condenada por extorsión a un hombre y una mujer cuyo sexo extramatrimonial había captado en fotografías y por posesión de pornografía infantil. Van de Leur cumplió la pena de prisión impuesta de 72 días en prisión preventiva.